# Adolf Schönborn
Adolf Schönborn (* 1. Januar 1924) ist ein ehemaliger deutscher Fußballspieler.

## Sportlicher Werdegang
Schönborn spielte ab 1949 für Hamborn 07 in der Oberliga West und blieb dem Klub nach dem Abstieg am Ende der Spielzeit 1951/52 als Schlusslicht treu. In seiner Debütrunde in der Oberliga West, 1949/50, lief er unter Trainer Paul Zielinski in allen 30 Rundenspielen an der Seite von Mitspielern wie Adolf Kallenborn und Ernst Rupieta auf und erzielte als Halbstürmer im damaligen WM-System neun Tore für die „Löwen“. In seiner zweiten Oberligasaison, 1950/51, kamen mit Torhüter Werner Kisker, Walter Dongmann und den zwei Angreifern Werner Stahl und Franz Trapphoff wertvolle Spieler hinzu, wobei sich Mittelläufer Dongmann in den nächsten Jahren zu einer wahren „Löwen-Legende“ entwickelte. Hamborn belegte den 7. Rang und Halbstürmer Schönborn war wiederum in allen 30 Ligaspielen aufgelaufen und hatte vier Tore erzielt. 1952 stieg er mit Hamborn in die 2. Liga West ab.
Als Absteiger platzierte er sich mit dem Klub in der Zweitligasaison 1952/53 nur im mittleren Tabellenbereich, dennoch erreichte er mit seinen Mannschaftskameraden um Alfons Dyniak, Erwin Frohberg, Werner Kisker und Werner Rodloff Medienaufmerksamkeit: Am 26. Dezember 1952 wurde mit dem DFB-Pokal-Zweirundenspiel beim FC St. Pauli im Hamburger Millerntor-Stadion das erste Fußballspiel in der Geschichte des deutschen Fernsehens direkt übertragen, beim 4:3-Auswärtserfolg überragte Mannschaftskamerad Helmut Sadlowski mit drei Toren. In der dritten Runde im DFB-Pokal 1952/53 scheiterte er mit der Mannschaft am späteren Finalisten Alemannia Aachen. 1955 gelang unter Trainer Elek Schwartz die Oberliga-Rückkehr als Vizemeister hinter dem Wuppertaler SV, der Klub stieg jedoch als Tabellenletzter der Spielzeit 1955/56 direkt wieder ab.
Als Fahrstuhlmannschaft folgte der Zweitligameisterschaft vor Rot-Weiß Oberhausen jedoch der abermalige Abstieg, gefolgt von der erneuten Meisterschaft vor Schwarz-Weiß Essen. Jetzt hatte er Mitspieler wie Rudolf Lichtenberg, Torjäger Horst Jesih, Verteidiger Rolf Schafstall, Stürmer Johann Sabath, Mittelfeldspieler Werner Tönges, Torhüter Horst Podlasly und Angreifer wie Rainer Plich und Werner Rinass an seiner Seite. 1961 beendete er nach 170 Oberliga-Spielen, in denen der Halbstürmer 33 Tore erzielt hatte, als vereinsinterner Rekordspieler seine aktive Laufbahn beim Klub. Dazu kamen noch 142 Ligaeinsätze in der 2. Liga West mit 36 Treffern.